# IPhone 16
L'iPhone 16 i l'iPhone 16 Plus són propers telèfons intel·ligents dissenyats, desenvolupats i comercialitzats per Apple Inc. Són els iPhones de la divuitena generació, succeint l'iPhone 15 i l'iPhone 15 Plus. Els dispositius es van presentar juntament amb l'iPhone 16 Pro i 16 Pro Max de preu més elevat durant l'esdeveniment d'Apple del 9 de setembre de 2024 a l'Apple Park de Cupertino, Califòrnia. Les comandes anticipades començaran el 13 de setembre de 2024.

## Història
Els dispositius es van donar a conèixer durant un esdeveniment el dilluns 9 de setembre de 2024, marcant la primera vegada que s'anunciava un llançament d'un iPhone un dilluns.

## Disseny

### Pantalla
L'iPhone 16 i l'iPhone 16 Plus conservaran les seves mides de pantalla de 6,1 polzades i 6,7 polzades, respectivament. A més, comptaran amb una relació d'aspecte una mica més alta, que canviarà de 16,5:9 (11:6) a 16,6:9 (83:45).

### Colors
L'iPhone 16 i 16 Plus vindran en cinc nous colors diferents, inclosos: rosa, negre, ultramar, verd verd i blanc.
| Color | Nom      |
| ----- | -------- |
|       | Rosa     |
|       | Ultramar |
|       | Blanc    |
|       | Teal     |
|       | Negre    |

### Maquinari
L'iPhone 16 estarà equipat amb el nou xip A18, dissenyat específicament per a aquest dispositiu. El xip està optimitzat per fer funcionar grans models generatius i compta amb un motor neuronal que és el doble de ràpid que el seu predecessor.
L'iPhone 16 inclourà una nova càmera de 48 megapíxels, que ofereix quatre vegades la resolució de l'iPhone 14. També inclou una nova càmera ultra gran que permetrà capturar més llum en situacions de poca llum, així com l'enfocament automàtic.
Tots els models de la línia d'iPhone 16 tenen suport per a WiFi 7.

### Bateria de l'iPhone 16
L'iPhone 16 s'ha actualitzat pel que fa a la capacitat de la bateria. En comprar l'iPhone 16, el telèfon estarà en mode d'espera durant més temps que altres productes d'Apple. Perquè aquesta sèrie de productes s'han actualitzat pel que fa a la capacitat de la bateria. La versió de l'iPhone 16 Pro té una capacitat de 3355 mAh en comparació amb la seva homòleg de 15a generació, que ha augmentat la seva capacitat un 2,5%. A més, la versió promax de l'iPhone 16 té una capacitat de 4676 mAh, que s'ha millorat un 5,7% respecte a la seva categoria anterior. Altres telèfons iPhone 16 també han experimentat millores pel que fa a la bateria.

### Envolvent
El recinte estarà format per un 85% de contingut reciclat.

## Programari
L'iPhone 16 també ve amb la nova Apple Intelligence, una nova línia d'IA, que es deriva de Siri, l'assistent d'IA d'Apple. Siri ha millorat, amb més funcions.

### Especificacions
L'iPhone 16 i 16 Plus tindran una disposició de càmera vertical, similar a l'iPhone 12, a diferència de la disposició en diagonal per a iPhone 13, iPhone 14 i iPhone 15. L'iPhone 16 tindrà un preu inicial de 799 dòlars, mentre que l'iPhone 16 Plus començarà a 899 dòlars. S'utilitza el port USB tipus C, tot i que amb velocitats de transferència de dades USB 2.0 de fins a 480 Mb/s.